# Биоенергетика
Биоенергетика је врста терапије усмерена на разбијање мишићне блокаде за коју заговорници ове теорије сматрају да омета несметан проток неке врсте енергије, са циљем да се клијент „врати своме телу“ и да у њему максимално могућно ужива. Они сматрају да се „разбијањем” мишићне блокаде ослобађају потиснута негативна осећања – бес, страх и мржња, и да се пражњењем ових осећања долази до најдубљих скривених позитивних осећања као што су љубав, самилост, радост и сл.

## Критика
Анатомија и хистологија нису пронашле одговарајуће огране за генерисање, проток нити потрошњу хипотетичке енергије. Електронским инструментима (волтметар, фреквенцметар, осцилоскоп...) оне нису детектоване.
Емили Роса је најмлађа особа којој је објављен истраживачки рад у журналу америчког медицинског удружења. Када јој је било десет година тестирала је биоенергетске терапеуте, који је требало да „осете“ њену руку. Успешност је била 122 (44%) од 280 покушаја.
Терапије Славише Пајкића, српског биоенергетичара познатијег као Биба Струја разоткривене су као превара.
1996. године Џејмс Ренди фондација, позната по тестирању и разоткривању разних модерних превара јавно је понудила 742.000 долара било коме ко под контролисаним условима успе да осети „енергетско поље“ особе. Од више од 80.000 америчких терапеута који тврде да имају такву способност, јавила се само једна особа. Није успела. Награда која тренутно износи милион долара и даље чека оне који су вољни да своја убеђења провере у пракси.
Ипак, једини доказ ове животне силе су различите метафизичке теорије које се користе како би објасниле шта се догађа током енергетских терапија. Неке од ових теорија су једноставне, попут кинеске о чи енергији која се креће меридијанима и повремено се заглави или блокира, проузрокујући болест. Неке су сложеније и укључују вибрације субатомских честица, биоенергију, трансцедентнална бића или астрална тела. Ипак, ове теорије нису независно потврђене. Без концепта животне силе, саме теорије се урушавају. Теорије нису доказ постојања животне силе. Њима је неопходан концепт животне силе како би деловале вероватно. Постоји ли други начин којим би се могла објаснити евентуална излечења? Плацебо ефектом.